# Сторожко, Илларион Григорьевич
Илларион Григорьевич Сторожко — советский хозяйственный деятель.

## Биография
Родился в 1907 году в деревне Очеретово. Член КПСС.
Образование высшее (окончил Харьковский машиностроительный институт)
С 1935 года — на хозяйственной, общественной и политической работе.
До 1944 гг. — конструктор технического отдела, руководитель сектора трёхосных автомобилей, заместитель главного конструктора завода — начальник экспериментального цеха на Горьковском автомобильном заводе.
- В 1944—1952 гг. — главный инженер Днепропетровского автомобильного завода.[1]
- В 1952—1986 гг. — начальник ОТК, заместитель директора — начальник Управления по выпуску передвижных и стационарных радиостанций, заместитель главного конструктора — начальник цеха опытных конструкций КЭО, заместитель главного инженера завода по спецпроизводству, главный инженером производства серийных автомобилей — заместитель главного инженера «ГАЗ».[1]

C 1986 гг. — персональный пенсионер.
Лауреат Государственной премии СССР (1969) — за создание конструкции и комплексно-механизированного крупносерийного производства семейства четырёх- и восьмиколёсных бронированных машин ГАЗ-40П (БРДМ), ГАЗ-41 (БРДМ-2) и ГАЗ-49Б (БТР-60ПБ).
Почётный гражданин Нижегородской области (21.07.2007).
Умер в Нижнем Новгороде в 2008 году.